# Birwinken
Birwinken é uma comuna da Suíça, no Cantão Turgóvia, com cerca de 1.292 habitantes. Estende-se por uma área de 12,35 km², de densidade populacional de 105 hab/km². Confina com as seguintes comunas: Berg, Bürglen, Erlen, Langrickenbach, Lengwil, Sulgen. 
A língua oficial nesta comuna é o Alemão.